# Paganismo na Terra Média

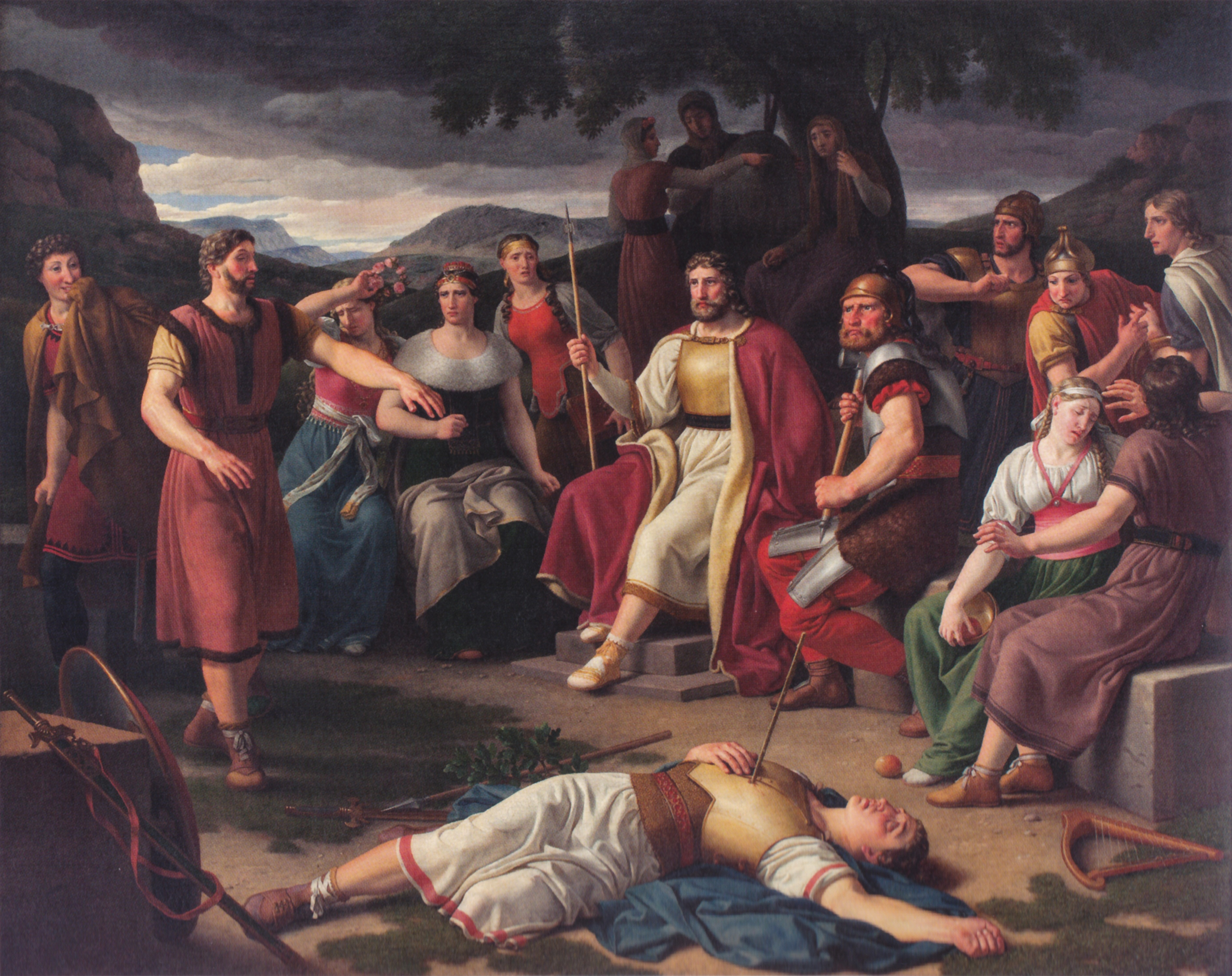
Panteão pagão: os Valar, governantes da Terra Média, assemelham-se aos Æsir, os deuses nórdicos fortes e combativos de Asgard. Pintura de Christoffer Wilhelm Eckersberg, 1817

Os estudiosos identificaram diversos temas nas obras de J. R. R. Tolkien sobre a Terra Média, entre eles o paganismo. Apesar de Tolkien afirmar que O Senhor dos Anéis é uma obra fundamentalmente cristã, o paganismo manifesta-se nesse livro e em outros elementos de seu mundo fictício de várias maneiras. Isso inclui um panteão de seres divinos, os Valar, que funcionam como os deuses nórdicos, os Æsir; a figura do mago Gandalf, descrito por Tolkien em uma carta como um "andarilho odínico"; Elbereth, a "Rainha das Estrelas" dos Elfos, associada a Vênus; o animismo, expresso na vitalidade do mundo natural; e uma " coragem nórdica" semelhante à de Beowulf, que persiste diante de perspectivas sombrias.
Tolkien, um cristão devoto e interessado em religião, inseriu diversas alusões ao cristianismo em O Senhor dos Anéis. No entanto, como a Terra Média é ambientada em um passado distante, muito antes da era de Cristo, ele não pôde retratar seus personagens, mesmo os mais pagãos virtuosos, como cristãos. Além disso, como filólogo e especialista em língua e literatura inglês antigo, especialmente em Beowulf, Tolkien incorporou amplamente elementos desse poema [en] em suas obras sobre a Terra Média.

## Contexto

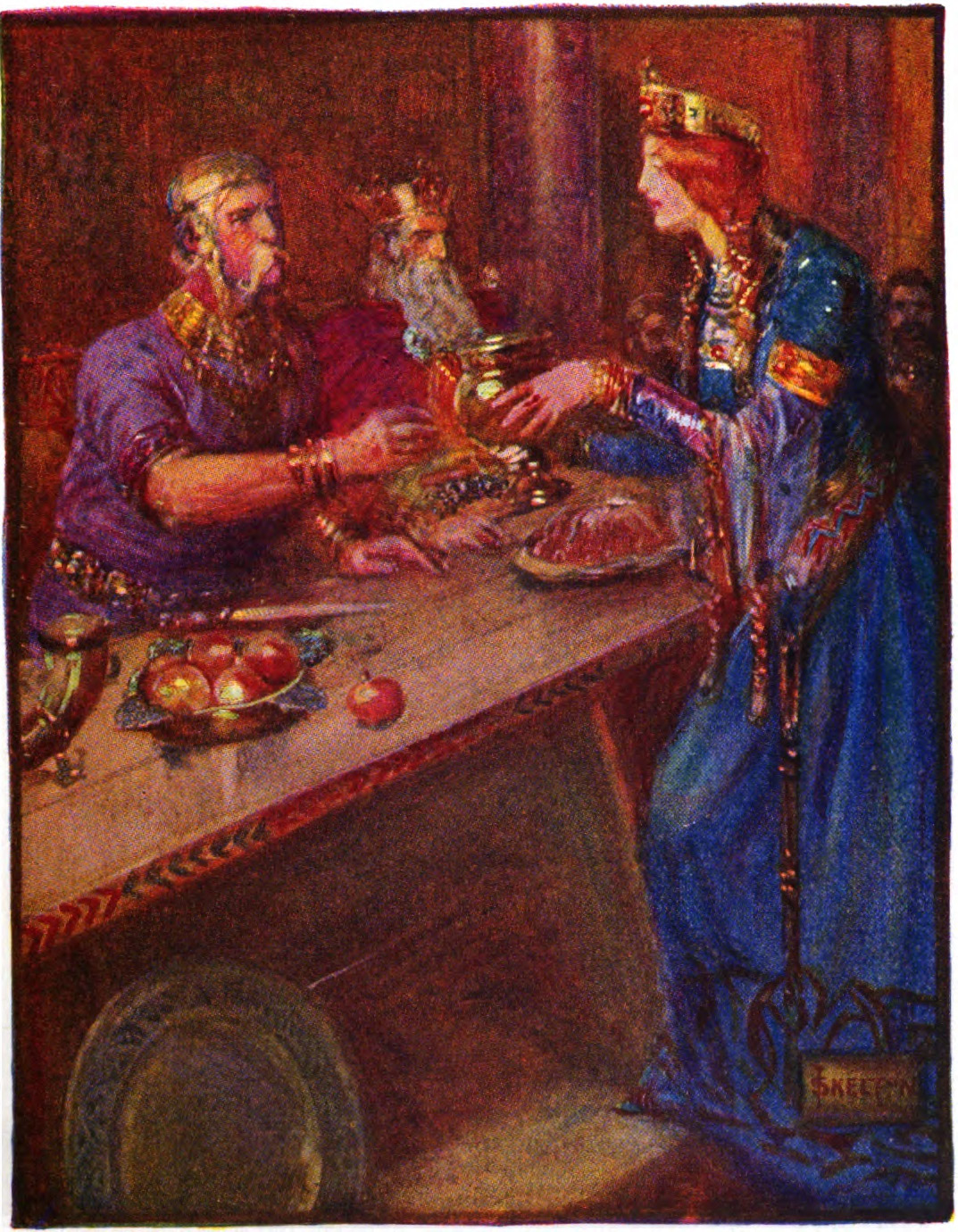
Tolkien era especialista em en, especialmente em Beowulf, que, assim como O Senhor dos Anéis, retrata um mundo pagão narrado por uma perspectiva cristã. Ilustração de en, 1908.

O paganismo abrange um conjunto eclético de crenças e práticas religiosas, frequentemente envolvendo múltiplos deuses (politeísmo) e uma natureza viva impregnada de espírito (animismo). Na era cristã inicial, o termo foi definido de forma negativa, como qualquer religião não cristã. Os pagãos podem referir-se a uma divindade única, como "a Deusa", enquanto aceitam múltiplos deuses, ou considerar a natureza ou a Terra como divinas, sugerindo formas de panteísmo, que podem se aproximar do animismo ou do transcendentalismo. Assim, o paganismo apresenta um amplo espectro de crenças.
J. R. R. Tolkien era um católico fervoroso e descreveu O Senhor dos Anéis como uma obra "fundamentalmente" cristã, com diversos temas cristãos. Em uma carta a seu amigo próximo e padre jesuíta, Robert Murray [en], ele escreveu:
| “ | O Senhor dos Anéis é, naturalmente, uma obra fundamentalmente religiosa e católica; inicialmente de forma inconsciente, mas conscientemente na revisão. Por isso, eliminei ou suprimi praticamente todas as referências a qualquer tipo de 'religião', cultos ou práticas no mundo imaginário. O elemento religioso está absorvido na história e no simbolismo. | ” |

O estudioso Patrick Curry argumenta que a declaração de Tolkien omite o paganismo que permeia a obra e todo o legendarium da Terra Média; embora seja fundamentalmente cristã, em outros níveis, apresenta elementos de politeísmo e animismo pagãos, entre outras características. Em outras palavras, a Terra Média é simultaneamente cristã e pagã. Pat Reynolds, da Tolkien Society [en], observa que o católico Tolkien conhecia diversos sistemas de crenças, o que não implica que fosse um "pagão secreto". Reynolds destaca que Tolkien afirmou explicitamente em uma carta que O Senhor dos Anéis "é construído com base em certas ideias [católicas] 'religiosas', mas não é uma alegoria delas [...] e não as menciona abertamente". A sacerdotisa episcopal e teóloga Fleming Rutledge [en] acrescenta que a Terra Média parece deliberadamente um "mundo curiosamente não religioso", pois Tolkien queria evitar qualquer traço de panteísmo ou adoração pagã da natureza.
Profissionalmente, Tolkien era um estudioso da literatura inglesa, filólogo e medievalista, interessado na linguagem e poesia da Idade Média, especialmente da Inglaterra anglo-saxã e do norte da Europa. Seu conhecimento profundo de Beowulf, que narra um mundo pagão com um narrador cristão, influenciou significativamente a construção de seu mundo fictício [en]. Sua intenção de criar o que foi chamado de "Uma mitologia para a Inglaterra" levou-o a desenvolver não apenas histórias, mas um mundo completo com línguas, povos, culturas e história, inspirado em materiais medievais.

## Múltiplos deuses

### Panteão
A Terra Média faz parte do mundo criado, Eä, governado por "o Único" deus, Eru Ilúvatar, que, nas palavras de Tolkien, "permanece remoto, fora do Mundo", tornando-o, em princípio, monoteísta e compatível com o cristianismo. Na prática, a Terra Média é governada por um grupo semelhante a um panteão, os Valar, que, segundo Tolkien, ocupam "o lugar imaginativo, mas não teológico, de 'deuses'". Eles estão, ainda, associados aos quatro elementos antigos — fogo, terra, ar e água — de maneira característica do paganismo.
Isso confere à Terra Média uma aparência politeísta. Entre as semelhanças, destaca-se o forte Oromë, que combate os monstros de Melkor, remetendo ao poderoso deus nórdico Thor. O estudioso Patrick Curry [en] argumenta que O Senhor dos Anéis transcende uma leitura estritamente monoteísta. Em vez disso, exibe "uma riqueza e complexidade ético-religiosa extraordinária, derivada da combinação (ênfase dele) de elementos cristãos, pagãos e humanistas".

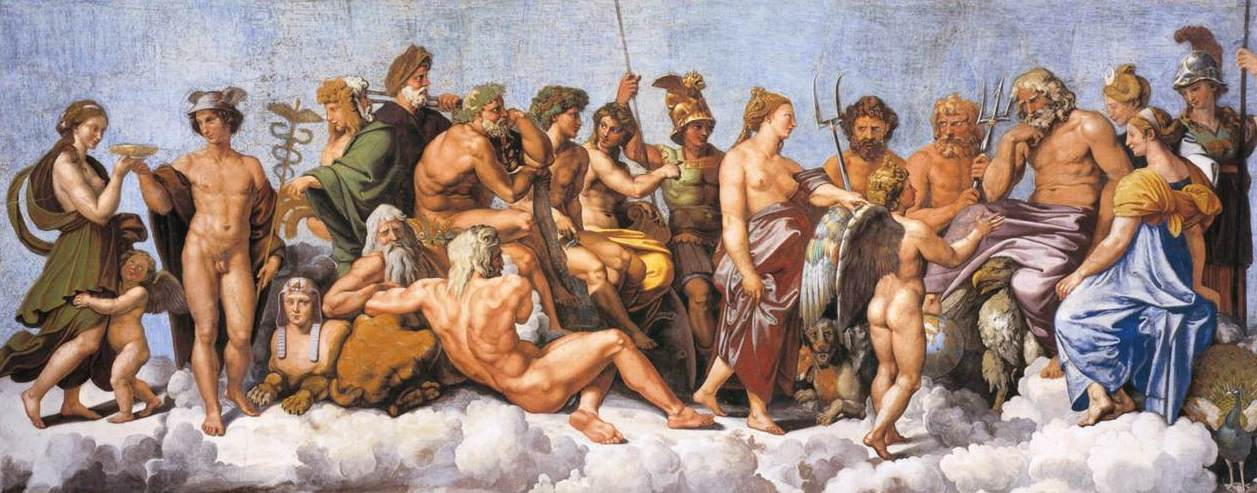
Assim como o panteão dos deuses gregos, os Valar de Tolkien agem como um grupo, conferindo à Terra Média uma aparência politeísta.

### Odin, o andarilho

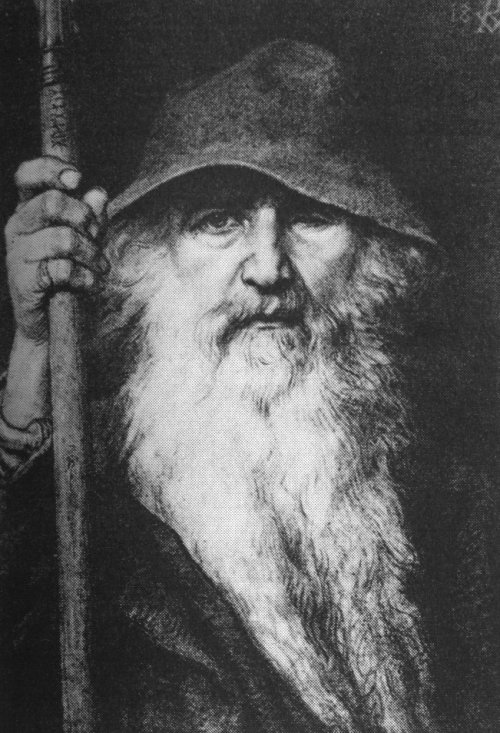
A figura semelhante a Gandalf do deus pagão Odin, o Andarilho. Pintura de Georg von Rosen, 1886

Gandalf, o mago, vagueia constantemente pela Terra Média, vestindo um manto e chapéu desgastados de viajante. Tolkien afirmou em uma carta de 1946 que considerava Gandalf um "andarilho odínico". Outros comentaristas compararam Gandalf ao deus nórdico Odin em sua persona de "Andarilho" — um velho de um olho só, barba branca longa, chapéu de aba larga e cajado.
Embora nunca descrito como um deus, Gandalf possui poderes evidentes. Tolkien explica que os magos são Maiar, espíritos menores que servem os Valar e podem assumir forma humana na Terra Média. Assim, ele se assemelha a Odin, o andarilho, em diversos aspectos.

### Rainha dos céus
Elbereth, a "Rainha das Estrelas" dos Elfos, Varda, a "Sublime", está associada à estrela de Eärendil, que Tolkien identifica como a Estrela da Manhã e da Tarde, ou seja, Vênus. Curry observa que, desde a antiguidade, o planeta é ligado à deusa chamada Afrodite pelos gregos e Vênus pelos romanos. Isso não implica necessariamente origens pagãs; Elbereth foi comparada à Virgem Maria. Por exemplo, os estudiosos Marjorie Burns [en] e Stratford Caldecott [en] veem no hino  Sindarin "A Elbereth Gilthoniel [en]" um eco do hino mariano de John Lingard, Hail Queen of Heaven, the Ocean Star [en], que alude a Maria como a Rainha do Céu. Curry, por outro lado, argumenta que Maria e Elbereth compartilham antecedentes em Vênus, a rainha pagã dos céus. Ele sugere que qualquer Elfo consideraria as palavras de louvor do poeta romano Lucrécio a Vênus perfeitamente adequadas para Elbereth: "Somente tu, ó deusa, governas a totalidade da natureza; sem ti, nada chega às margens celestiais da luz, nada é alegre, nada é amável."

### Celebrimbor e os Anéis do Poder

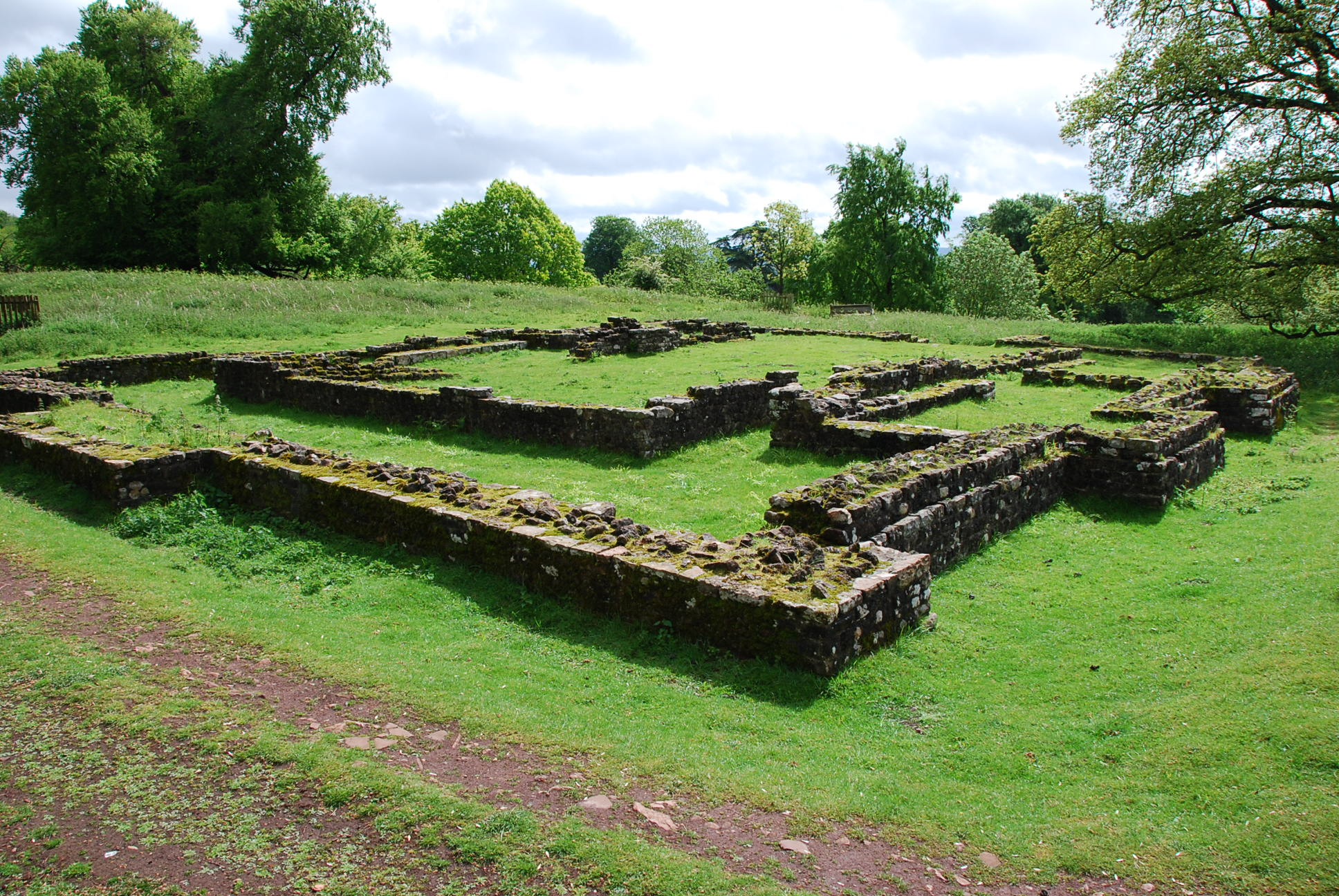
Tolkien investigou uma inscrição com uma maldição sobre um anel no templo do deus pagão Nodens. Isso pode ter inspirado a criação do ferreiro élfico Celebrimbor, "Mão de Prata", que forjou os Anéis de Poder.

No legendário de Tolkien, o ferreiro élfico  Celebrimbor forja os Anéis de Poder, com consequências narradas em O Senhor dos Anéis. Tolkien foi convidado a analisar uma inscrição latina escavada em um templo do século IV dedicado ao deus pagão Nodens, que continha uma maldição sobre um anel. Ele concluiu que Nodens provavelmente era a origem do herói irlandês Nuada Airgetlám, "Nuada da Mão de Prata". Em Sindarin, Celebrimbor significa, de forma semelhante, "Mão de Prata". Assim, o paganismo, sutilmente disfarçado, permeia elementos centrais da trama da Terra Média.

## Animismo

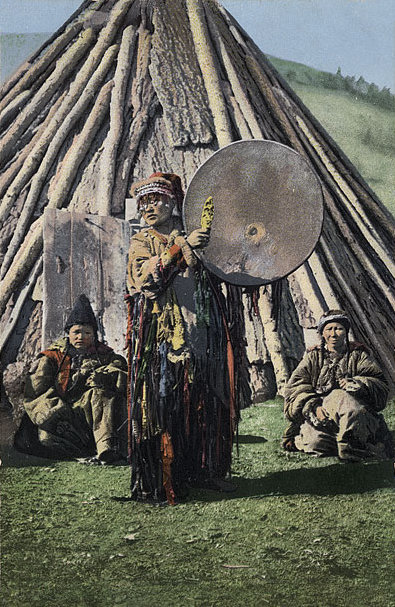
Radagast foi comparado a um xamã. Xamã altai retratado.

Junto ao politeísmo, o animismo, a crença de que animais, plantas e outros objetos possuem espírito, é um claro marcador de paganismo. O mundo natural é frequentemente retratado como vivo, com árvores que possuem "pés", montanhas que expressam raiva com tempestades de neve, a erva athelas que provoca uma alegria cintilante, ou o galo que canta para saudar a manhã enquanto o vento e o clima sinalizam a mudança na Batalha dos Campos do Pelennor. Após a batalha, "uma grande chuva veio do Mar, e parecia que todas as coisas choravam" pelos mortos.
Tolkien também ilustra o animismo em um contexto mais doméstico, na terra natal dos Hobbits. Após O Expurgo do Condado, houve "um sol maravilhoso e uma chuva deliciosa [...] mas havia algo mais: um ar de riqueza e crescimento, e um brilho de uma beleza além dos verões mortais que tremulam e passam nesta Terra Média". Curry descreve a cosmologia da Terra Média como "politeísta-cum-animista [...] magia natural", enquanto suas culturas são pré-modernas e pré-cristãs, com "religiões e mitologias animistas, politeístas e xamanistas". O mago Radagast compartilha seu nome com um deus pagão da mitologia eslava, e possui uma afinidade xamanística com animais selvagens, habilidade com ervas e a capacidade de mudar de cor e forma.

## Coragem nórdica

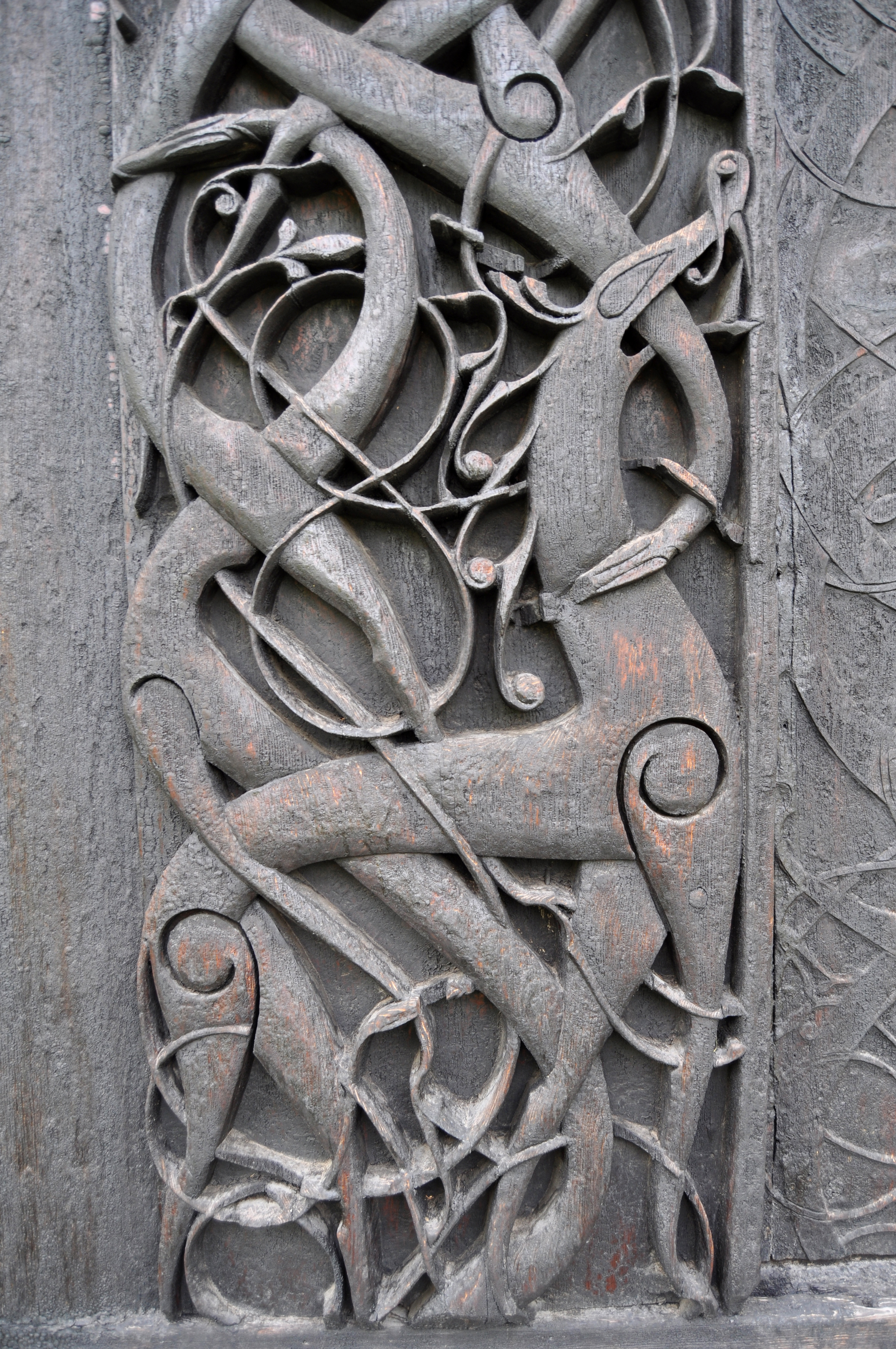
Ragnarök, onde os deuses nórdicos sabem que morrerão, mas lutam mesmo assim. Igreja de madeira de Urnes.

A Terra Média é fortemente influenciada pelo poema em inglês antigo Beowulf. Tolkien utilizou extensivamente o poema em suas obras, especialmente para seus Cavaleiros de Rohan, marcadamente anglo-saxões. Um aspecto do paganismo, a coragem nórdica proeminente em Beowulf, aparece como uma virtude central em O Senhor dos Anéis. O estudioso Tom Shippey [en] interpreta as trompas de batalha dos Cavaleiros de Rohan, soando selvagemente, como símbolos de "ousadia e imprudência", indicando que "aquele que teme por sua vida a perderá, mas morrer sem temor não é uma derrota; além disso, isso era verdade antes do mito cristão que veio explicar o porquê". A medievalista Elizabeth Solopova [en] contrasta  o herói e futuro rei Aragorn com o velho Regente de Gondor,  Denethor, incapaz de tal coragem nórdica. Shippey observa que o oposto de Denethor [en], o rei  Théoden de Rohan, vive pela coragem nórdica e morre devido ao desespero de Denethor. Tolkien afirmou em sua palestra de 1936, Os Monstros e os Críticos [en], que se inspirou na lenda apocalíptica nórdica de Ragnarök, onde os deuses sabem que estão condenados em sua batalha final pelo mundo, mas lutam mesmo assim. Até os Hobbits caseiros Frodo e Sam compartilham essa coragem, sabendo que têm poucas chances de retornar de sua missão desesperada ao Monte da Perdição.

## Paganismo virtuoso

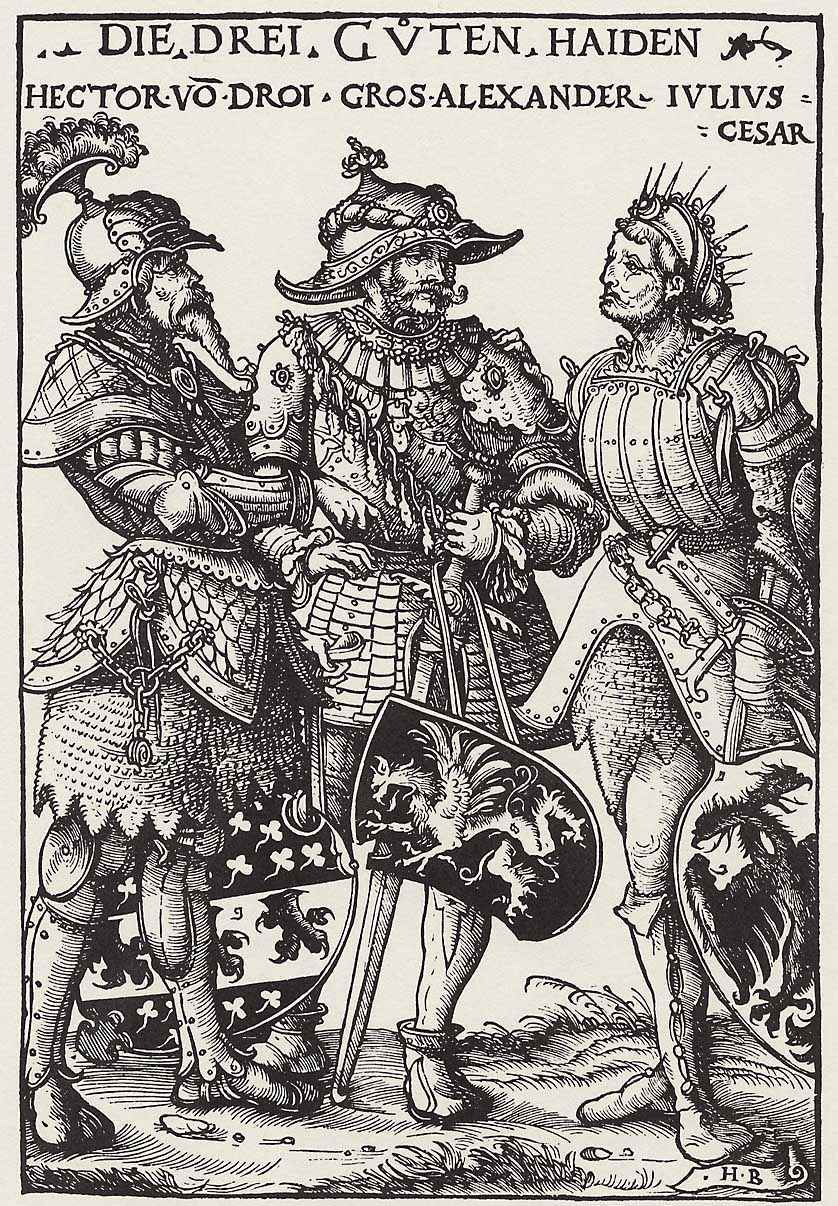
Tolkien compartilhava a esperança católica de que Deus tivesse um plano para pagãos virtuosos como Aragorn. Xilogravura Os Três Bons Pagãos, de Hans Burgkmair, 1519

Como a Terceira Era da Terra Média ocorre muito antes da era de Cristo, seus habitantes são necessariamente pagãos. O estudioso Paul H. Kocher [en] comenta que, ao situar os eventos em tempos pré-cristãos, "[Tolkien] se libertou da necessidade de tratá-los em um contexto cristão, o que seria estranho se aplicado a elfos, ents, anões e outros". Para um cristão como Tolkien, isso levantava a questão de se pelo menos os personagens mais virtuosos poderiam ser salvos. O conceito de paganismo virtuoso tornou-se relevante no Romantismo, com seu interesse na mitologia do norte da Europa e entusiasmo pelo recém-descoberto ethos pagão das sagas islandesas. Shippey argumenta que a ficção de J. R. R. Tolkien é significativamente baseada nesse conceito:
| “ | Tolkien estava "um tanto perturbado por [um Armagedom em que o lado errado vence (Ragnarök)]: ele via que o ethos representado podia ser usado por qualquer lado, como de fato foi na cultivo deliberado de Götterdämmerung pela liderança nazista alguns anos depois. Ainda assim, isso proporcionava uma imagem de virtude heroica que poderia existir, e ser admirada, fora do arcabouço cristão. Em alguns aspectos (como se pode ver em sua palestra de 1936 sobre Beowulf...), a 'teoria da coragem' do nórdico antigo poderia até ser considerada eticamente superior à visão de mundo clássica, se não à cristã, pois exigia compromisso com a virtude sem qualquer oferta de recompensa duradoura. ... Ele também sentia que a mitologia nórdica antiga fornecia um modelo para o que se poderia chamar de 'paganismo virtuoso', que era pagão; consciente de sua própria inadequação, e assim pronto para a conversão; mas ainda não mergulhado no desespero e desilusão como grande parte da literatura pós-cristã do século XX; uma mitologia que, à sua maneira, era leve." | ” |

Shippey analisa "O Conto de Aragorn e Arwen", um apêndice de O Senhor dos Anéis, pelo que ele revela sobre o delicado equilíbrio de Tolkien entre o cristianismo aberto e o tratamento de seus personagens como pagãos, uma palavra que Shippey observa que Tolkien usa com parcimônia. Ele nota que tanto Aragorn quanto Arwen são pagãos, embora Aragorn seja "notavelmente virtuoso [...] sem nem mesmo as falhas de Théoden, e ele prevê sua morte como um [cristão] santo". Shippey observa que Arwen permanece inconsolável, vendo nada após a morte, rejeitando as palavras de Aragorn: "não estamos para sempre presos aos círculos do mundo, e além deles há mais do que memória. Adeus!"; como diz Shippey, "Arwen não se consola" com isso; nenhuma das consolações tradicionais da religião está presente.
A salvação de um pagão que errou é discutida em O Senhor dos Anéis em relação à morte de Boromir, um dos nove membros da Sociedade do Anel. Em termos cristãos, Boromir expia seu ataque ao portador do Anel, Frodo, ao defender sozinho, mas em vão, Merry [en] e Pippin [en] contra orcs, ilustrando o tema católico da importância da boa intenção, especialmente no momento da morte. Isso fica evidente na declaração de Gandalf: "Mas ele [Boromir] escapou no final [...] Não foi em vão que os jovens hobbits vieram conosco, se apenas por causa de Boromir."

## O mundo pagão de um autor cristão

Embora Tolkien tenha incorporado o cristianismo em O Senhor dos Anéis, os eventos ocorrem em uma era pagã imaginada como muito anterior ao cristianismo.

O estudioso George Clark afirma que Tolkien se assemelhava ao poeta de Beowulf por ser
| “ | um cristão erudito que recriou um mundo e uma história heroicos em um universo implicitamente cristão governado por um Deus cuja existência e natureza os personagens mais sábios do poema intuem sem o benefício da revelação. O poeta de Beowulf de Tolkien era uma versão de si mesmo, e sua persona autoral ao criar [O Senhor dos Anéis] era uma versão desse poeta de Beowulf. | ” |

O historiador Ronald Hutton argumenta que, ao retratar uma Terra Média pagã, o cristão Tolkien estabeleceu uma relação interessante entre sua religião e seu mundo inventado. Ele observa que Tolkien dificultou essa investigação: evitava biografias, não apreciava críticos e desconfiava de análises literárias baseadas no autor em vez da obra; além disso, fora suas Cartas, ele não deixou memórias e poucas pistas em seus diários. Hutton sugere que os muitos rascunhos de cartas não enviados indicam que Tolkien se sentia constrangido pela questão, pois queria ser claro sobre seu cristianismo e ficava satisfeito se as pessoas percebiam isso em suas obras, mas seus comentários sobre a presença do catolicismo em O Senhor dos Anéis eram breves e difíceis de interpretar, já que ele fora criticado pela ausência de religião na obra. Hutton cita a afirmação de Verlyn Flieger [en] de que a fé de Tolkien estava "sujeita a dúvidas e perdas de confiança", e mesmo na velhice ele escreveu a seu filho Michael que era constantemente tentado pela descrença.
Hutton identifica três elementos, por vezes "discordantes", no cosmos (religioso) da Terra Média. Há um único ser supremo masculino, Eru Ilúvatar, "em personalidade muito semelhante a um Deus cristão". Um coro celestial de seres, os Ainur, o serve, enquanto um, Melko/Morgoth, se rebela contra ele, como Satanás entre os anjos. Hutton chama isso de cristianismo com um toque de Neoplatonismo. No entanto, em segundo lugar, os Ainur não são puros e virginais, mas vivem no mundo (Arda), têm relações sexuais, disputas e cometem erros. Isso, ele escreve, é semelhante aos deuses nórdicos pagãos ou aos deuses da era clássica do Monte Olimpo: "um neoplatonismo pagão completo". Em terceiro lugar, ao contrário dos deuses antigos, seus deuses têm apenas um interesse esporádico nos assuntos da Terra Média; em vez disso, defendem seu próprio "reino encantado", Valinor, e o resto do mundo é como um conto de fadas, visto pelos olhos de elfos ou hobbits, não de humanos. Isso, ele escreve, é "completamente não cristão", e ele acha notável como esses elementos se encaixam mal. Assim, questões como o que acontece com os humanos após a morte são tratadas de forma diferente nas fases inicial e posterior de sua escrita. A deusa Fui age como Perséfone, a deusa grega do submundo, julgando os mortos e enviando-os para "uma planície sombria", ou para serem torturados pelo maligno Melko, enquanto alguns são levados ao reino encantado. Hutton observa que, embora Christopher Tolkien tenha tentado "corajosamente" encaixar isso no esquema católico de purgatório, inferno e paraíso, "obviamente" se alinha melhor com os relatos homéricos ou virgilianos do além. Se isso fosse cristianismo, escreve Hutton, seria uma forma herética; ele prefere chamá-lo de pagão.

### J. R. R. Tolkien
1. 1 2 3  (Carpenter 2023, Carta #142 a Robert Murray, S.J., 2 de dezembro de 1953)
2. ↑  (Carpenter 2023, Cartas #211 a Rhona Beare, 14 de outubro de 1958)
3. ↑  (Carpenter 2023, Cartas #131 a Milton Waldman, final de 1951)
4. ↑  (Carpenter 2023, Cartas #181 rascunho a Michael Straight, provavelmente janeiro ou fevereiro de 1956)
5. ↑  (Carpenter 2023, Cartas #212 rascunho não enviado a Rhona Beare, outubro de 1958)
6. ↑  (Carpenter 2023, Cartas #107 a Stanley Unwin, 7 de dezembro de 1946)
7. ↑  (Tolkien 1997, p. 21)
8. ↑  (Tolkien 1954), livro 3, cap. 5 "O Cavaleiro Branco"

- Carpenter, Humphrey, ed. (2023) [1981]. The Letters of J. R. R. Tolkien: Revised and Expanded Edition [As Cartas de J. R. R. Tolkien: Edição Revisada e Ampliada]. Nova Iorque: Harper Collins. ISBN 978-0-35-865298-4
- Tolkien, J. R. R. (1954). The Lord of the Rings: The Two Towers [O Senhor dos Anéis: As Duas Torres]. Boston: Houghton Mifflin. OCLC 1042159111
- Tolkien, J. R. R. (1997) [1983]. The Monsters and the Critics [Os Monstros e os Críticos]. [S.l.]: HarperCollins. ISBN 978-0-261-10263-7. Consultado em 13 de maio de 2025